# Natik Hashim
Natik Hashim Abidoun (Baghdad, 15 gennaio 1960 – Mascate, 26 settembre 2004) è stato un calciatore iracheno, di ruolo difensore.

## Carriera

### Nazionale
Con la Nazionale irachena ha partecipato ai Mondiali 1986 disputando 3 partite.